# Sypavka smrku

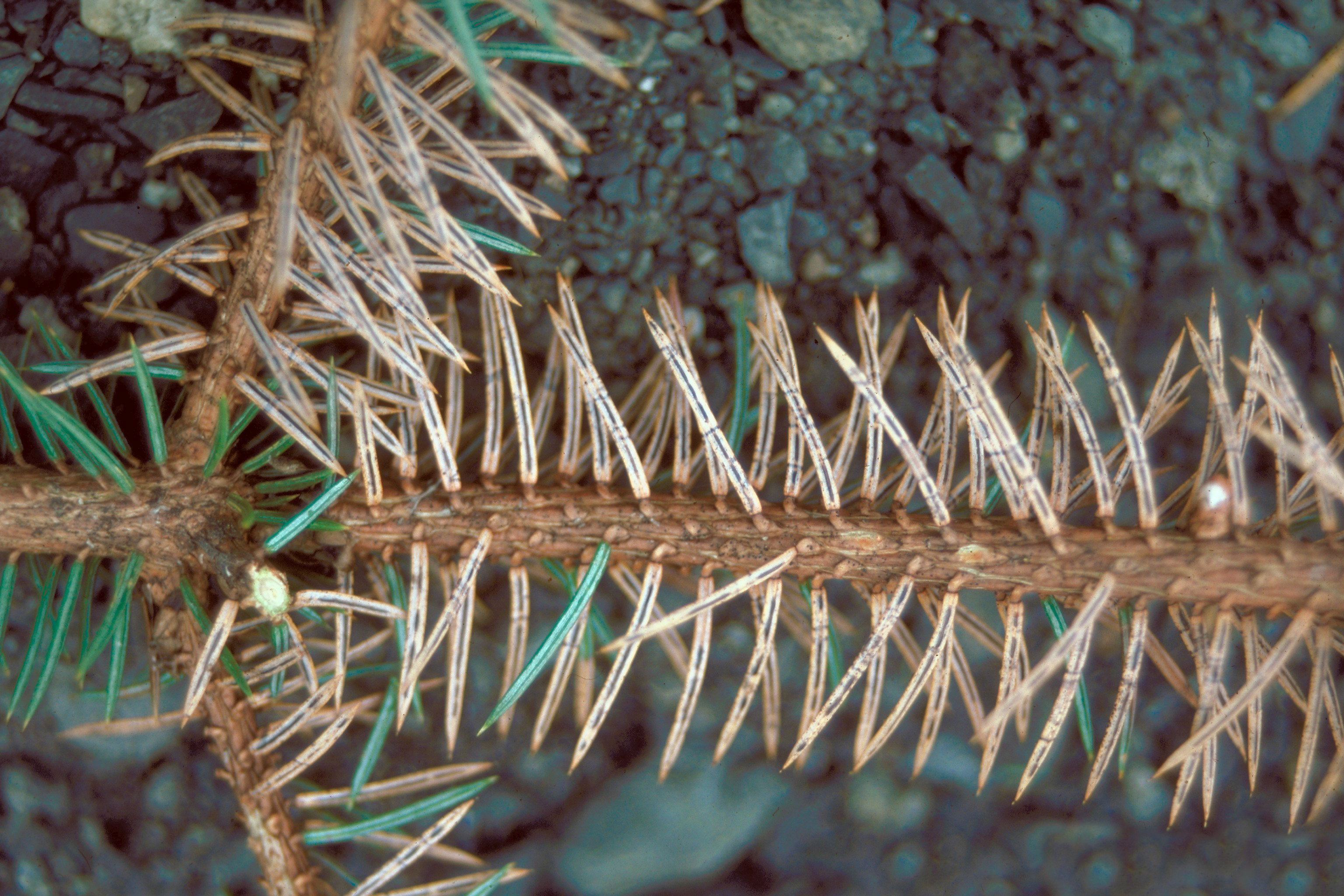
Lirula macrospora

Sypavka smrku je choroba smrku způsobovaná houbou štěrbinatka smrková (Lirula macrospora), často uváděná dalším ze synonym Lophodermium macrosporum (ale také Hypodermina hartigii ) a houbou skulinatec smrkový (Lophodermium piceae) ale například rovněž Hypodermina hartigii. Sypavka smrku je jedna z nejrozšířenějších houbových chorob smrku, která napadá jehlice. Podle některých zdrojů skulinatec (Lophodermium piceae) může urychlit úhyn nějak poškozených jehlic, nepoškozuje zdravé tkáně. 

## Význam
Sypavka smrku způsobuje opad jehličí, ovlivnění estetického dojmu, zbarvení jehlic . Závažné infekce mohou u dřevin způsobit zpomalení růstu a oslabení stromů. Obvykle (podle zdroje z Kanady) jde jen o místní škody. Úhyn následkem napadení nastane zřídkakdy. 
Hodnocení závažnosti a dopadů choroby jsou velmi různá.
Sypavka smrku způsobená Lirula macrospora je důvodem škod prodejců vánočních stromků,  adventní výzdoby, výzdoby na Dušičky (svátek zesnulých) a současné výrazné omezení používání smrkového chvojí (druhu smrk ztepilý a smrk omorika) pro aranžérské účely. Ekonomické škody zde působí změna zbarvení jehlic ze zelené na rezavě hnědou. 
V ČR podle některých informací vlivem sypavky často dochází k masivnímu opadu jehličí u smrků, místním kalamitám, ale podle dalších odborných zdrojů jde o pouze lokální nákazy a bezvýznamné jevy.
Podle lesnických odborníků také v roce 2012 působily na lesních porostech v ČR největší škody tři houbové patogeny: původce sypavky Lophodermium piceae (sypavka smrková), původce kroucení a odumírání výhonů Sirococcus conigenus a především pak houba parazitující na pupenech Gemmamyces piceae (kloubnatka smrková).
Zatímco sypavka způsobená Lirula macrospora působí na jednotlivých stromech ekonomické škody a oslabení, je patogen Lophodermium piceae méně agresivní a obvykle nezpůsobuje masivní usychání jehlic na celé rostlině, je li zdravá, pouze pročišťuje zastíněné větve. Jako sekundární patogen se Lophodermium piceae vyskytuje společně s jinými houbovými chorobami, například s Lirula macrospora.  

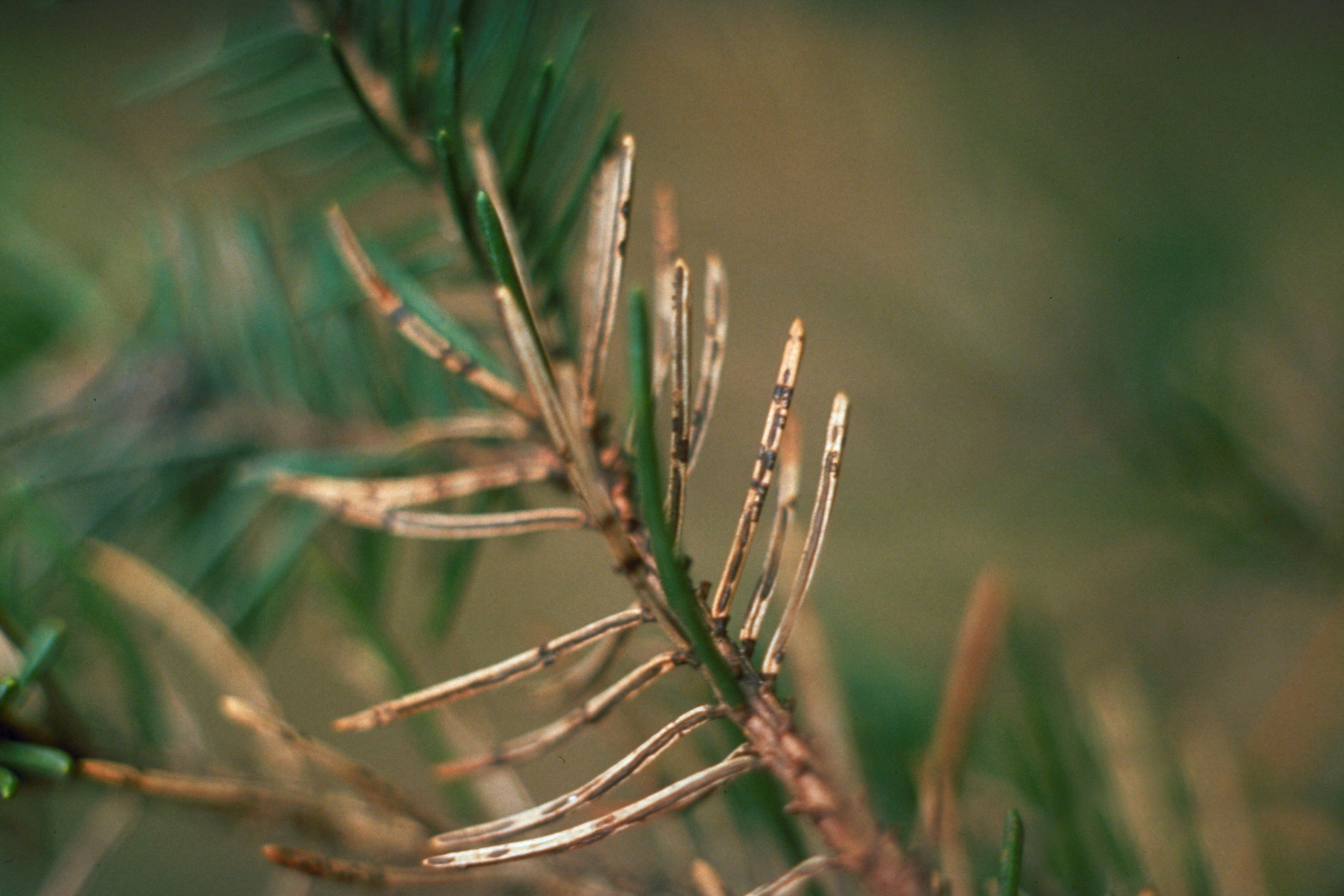
Příznaky sypavky Lirula macrospora na jehlicích.

## Hostitel
Rod smrk. V ČR především
- smrk ztepilý
- smrk omorika

V jiných zemích (USA, Colorado)
- smrk pichlavý (Picea pungens)
- smrk sivý (Picea glauca)

## Symptomy

### Lirula macrospora
Dvou až tříleté jehlice napadené Lirula macrospora jsou nažlouté s protaženými vypouklými černými plodnicemi a příčnými proužky na bázi. Jako charakteristický rys se vytváří na bázi jehlice černý fenolický proužek, který na dlouhou dobu zabraňuje opadu jehlic.
U smrku pichlavého a sivého jsou popisovány příznaky podobně. Smrk pichlavý (Picea pungens) má jehlice zbarveny fialově, hnědnoucí.  Pozdě v létě se dvouleté jehlice zabarvují, žloutnou až hnědnou. V některých případech se tvoří vodorovné černé pruhy na infikovaných jehlicích.
Jehlice na nižších větvích jsou obvykle infikované jako první. Infikované jehlice se barví šedohnědě, výtrusy se uvolňují, ale jehlice zůstávají na stromech po dobu několika let.

### Lophodermium piceae
U patogena Lophodermium piceae během vegetace dochází ke žloutnutí některých jehlic, skvrny přes zimu reziví, hnědnou, zasychají. Na zhnědlých jehlicích se tvoří velmi drobná černá spermogonia a na odumřelých a částečně opadlých jehlicích narůstají hysterothécia – plodnice, obsahující vřecka s askosporami.

## Vývojový cyklus
Na smrku ztepilém trvá patogenu Lirula macrospora dva až tři roky, než dokončí svůj životní cyklus. V průběhu roku se houba vyvíjí v jehličí a vede ke žloutnutí a později hnědnutí jehlic (Picea pungens: fialové zabarvení). Jehlice odumírají ale patogen potřebuje ještě i někdy celý rok k dokončení vývoje. Jehlice na stromech visí ještě nejméně rok.
Houba přezimuje v infikovaných jehlicích na stromě. Během pozdního jara až léta se z jehlic uvolňují spory, které se šíří deštěm a vodou na nové jehlice. Nejmladší jehlice se zdají být nejcitlivější. Na dvouletém jehličí se tvoří výrazně vyvýšené černé linie 8 mm dlouhé na spodní straně jehlic, kde jsou vytvářeny spory. Výtrusy jsou uvolňovány z těchto struktur v třetím roce na jaře ještě před rašením. 

## Ochrana rostlin
Názory na ochranu rostlin se liší podle zdroje. Některé informace uvádějí, vzhledem k tomu že výskyt není až tak častý, že žádná opatření nejsou nutná.

### Prevence
Je doporučeno provádět průklest hustých korun, probírku, vybrat vhodné stanoviště, ne vlhké a se sníženým pohybem vzduchu a nepřehušťovat výsadby (zejména lesnické porosty).   Vyhnout se výsadbě smrku tam, kde již dochází k infekcím. Zkontrolovat nové sazenice a stromy kvůli příznakům infekce před nákupem. 
Odstranit infikované stromy v okolí. Na Chomutovsku napadené dřeviny odříznou u země a naštěpkují.  U porostů silně napadených sypavkou doporučují pracovníci Lesní ochranné služby Výzkumného ústavu lesního hospodářství a myslivosti (LOS), přistoupit k jejich proředění.

### Ochrana při výskytu
Může být zasáhnuto fungicidy. Vzhledem k tomu, cyklus Lirula macrospora trvá dva až tři roky, musí být fungicid použit ve třech po sobě jdoucích letech, aby byl účinek dosažen.

#### Doporučované přípravky
Povolené přípravky pro lesnictví jsou Dithane DG Neotec, Dithane M 45, Novozir. , Bordeauxská jícha v době kdy jsou nové jehlice v poloviční délce starších jehlic a podruhé o měsíc později.

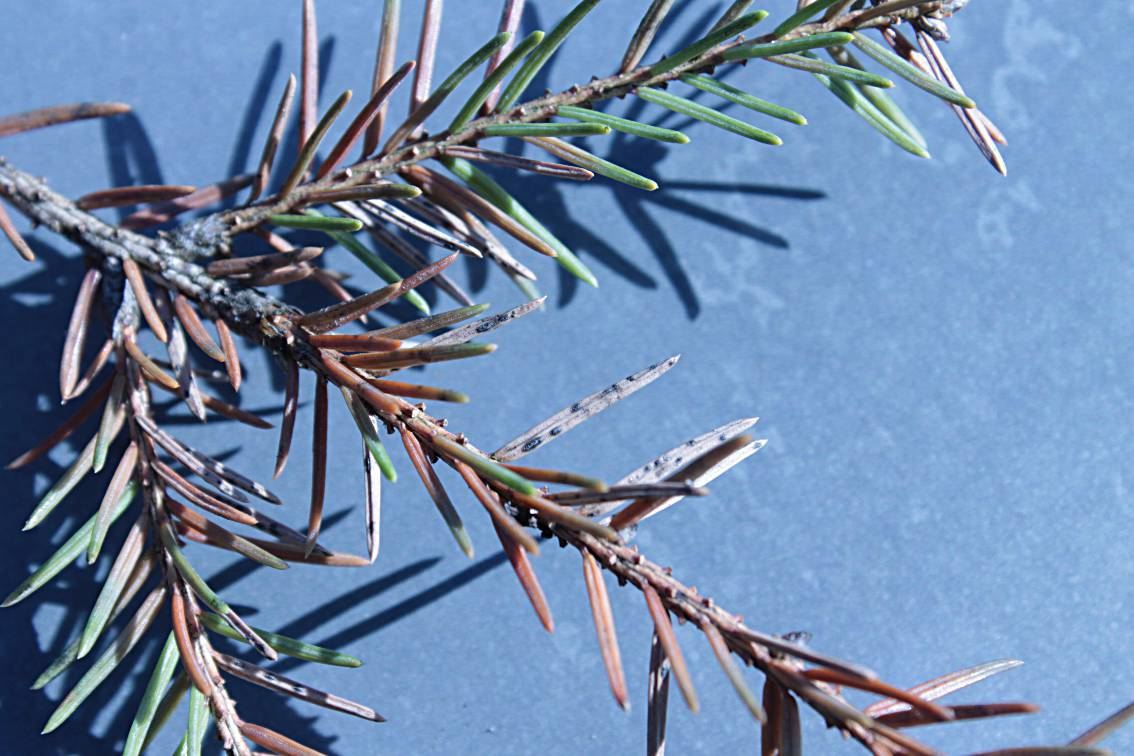
Plodnice na rubu jehlic.
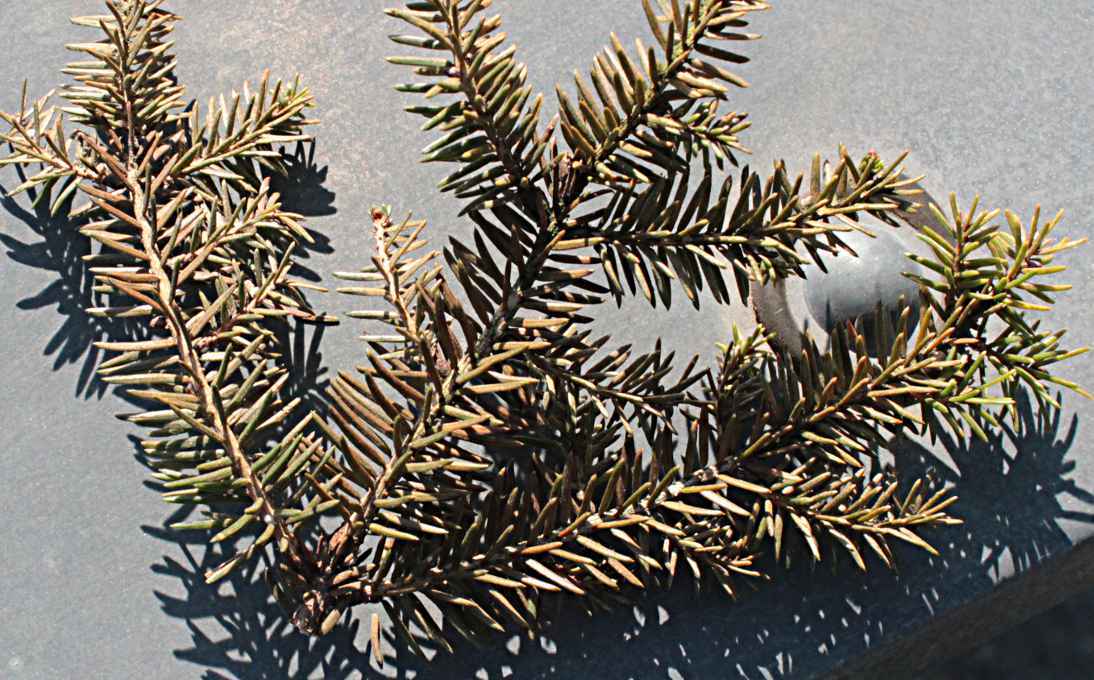
Světlé nažloutlé zbarvení se brzy změní v hnědé.